# 小野花子
小野 花子（おの はなこ、1946年10月9日 - ）は、秋田県秋田市出身の女性民謡歌手。本名は星野ハナ子。

## 略歴
秋田県南秋田郡外旭川村神田（現・秋田市）生まれ。成田与治郎に師事し、師のもとで内弟子修行。1968年に23歳で民謡日本一となり注目される。以降、「民謡王国」と形容される秋田県出身の実力派民謡歌手として第一線に立ち活躍し、秋田民謡の歌い手として全国を舞台に活動する。同じ秋田民謡の浅野梅若一門に属していないため、基本的に個人で活動しているが、一門と行動を共にすることも多い。NHKのレギュラー民謡番組にも時折出演している。
また、秋田弁の親しみやすいキャラクターで、秋田県の各放送局制作番組に多数出演。現在は秋田放送のラジオ番組「花ちゃんの民謡は日本一」のメインパーソナリティーを務めている。声量豊かな民謡歌手らしい、福々しい容姿にも親しみが持たれている。
2004年、24時間テレビの秋田放送の企画で「ABSチャリティー音頭」（作詞・小玉陽子、作曲・梅若梅峯、補作詞・ABSチャリティー音頭プロジェクト）を藤原美幸、浅野江里子とリリース、番組内でも歌われている。
民謡以外では1992年に、結婚する新郎の母の新郎新婦に対するはなむけの心を歌った演歌「贐（はなむけ）」（作詞・高田ひろお、作曲・西條きろく、編曲・鈴木英明）をリリースした。
肩書きを付けて「民謡日本一」小野花子と称されることも多い。
2018年、公益社団法人日本民謡協会より最高栄誉である「民謡名人位」を受ける。（民謡名人位は1969年に創設され、全国で45人目。秋田県出身者としては初代浅野梅若、藤丸東風、斉藤京子、佐々木實、佐々木貞勝に続き６人目）
2024年、地域文化功労者。